# Aeroporto Camaquenzo I
O Aeroporto Camaquenzo I, também conhecido como Aeroporto do Dundo, é um aeroporto situado em Dundo-Chitato, em Angola.
A pista têm 1.971 metros de comprimento e 24 metros de largura.
Construído em meados do século XX, inicialmente funcionava em uma pista precária até que foi transformado no Aeródromo de Manobra N.º 41 da Força Aérea Portuguesa. Substituiu o "aeroporto de Chitato-Portugália" (IATA: PGI, ICAO: FNCH), no distrito-comuna de Luachimo, inaugurado na década de 1920, para dar suporte às operações da Diamang.
Homenageia a Camaquenzo I, o grande soba de Dundo-Chitato na segunda metade do século XX.